# COMMD2
COMMD2 (англ. COMM domain containing 2) – білок, який кодується однойменним геном, розташованим у людей на 3-й хромосомі. Довжина поліпептидного ланцюга білка становить 199 амінокислот, а молекулярна маса — 22 745.
| 10         |  | 20         |  | 30         |  | 40         |  | 50         |
| ---------- |  | ---------- |  | ---------- |  | ---------- |  | ---------- |
| MLLELSEEHK |  | EHLAFLPQVD |  | SAVVAEFGRI |  | AVEFLRRGAN |  | PKIYEGAARK |
| LNVSSDTVQH |  | GVEGLTYLLT |  | ESSKLMISEL |  | DFQDSVFVLG |  | FSEELNKLLL |
| QLYLDNRKEI |  | RTILSELAPS |  | LPSYHNLEWR |  | LDVQLASRSL |  | RQQIKPAVTI |
| KLHLNQNGDH |  | NTKVLQTDPA |  | TLLHLVQQLE |  | QALEEMKTNH |  | CRRVVRNIK  |

A: Аланін

C: Цистеїн

D: Аспарагінова кислота

E: Глутамінова кислота

F: Фенілаланін

G: Гліцин

H: Гістидин

I: Ізолейцин

K: Лізин

L: Лейцин

M: Метіонін

N: Аспарагін

P: Пролін

Q: Глутамін

R: Аргінін

S: Серин

T: Треонін

V: Валін

W: Триптофан

Задіяний у таких біологічних процесах, як транскрипція, регуляція транскрипції, убіквітинування білків, альтернативний сплайсинг. 
Локалізований у цитоплазмі.